# Chung-Tao Yang
Chung-Tao Yang (* 4. Mai 1923 in Pingyang; † 15. September 2005) war ein chinesisch-US-amerikanischer Mathematiker, der sich mit Topologie (allgemeine Topologie, Differentialtopologie, algebraische Topologie) und Differentialgeometrie befasste.
Yang studierte an der Zhejiang-Universität mit dem Bachelor-Abschluss 1946 bei Su Buqing. Er war dort bis 1948 Assistent und 1948/49 an der Chinesischen Akademie der Wissenschaften. 1949/50 war er Dozent an der Nationaluniversität von Taiwan und wurde 1952 an der Tulane University  bei Alexander Wallace promoviert (Equivalence of the Alexander-Kolmogorov and Cech Cohomology Theories). Ab 1952 war er an der University of Illinois at Urbana-Champaign und 1954 bis 1956 am Institute for Advanced Study, wo seine jahrelange Zusammenarbeit mit Deane Montgomery begann. 1956 wurde er Assistant Professor und 1961 Professor an der University of Pennsylvania, an der er von 1978 bis 1983 der Mathematikfakultät vorstand. 1991 emeritierte er.
1980 bewies er den Fall ungerader Dimension einer Vermutung von Wilhelm Blaschke über die Charakterisierung der n-dimensionalen Sphäre als Wiedersehen-Mannigfaltigkeit. Den Fall gerader Dimension bewiesen Jerry Kazdan, Marcel Berger und Alan Weinstein. Mit Deane Montgomery arbeitete er über Wirkungen von Gruppen auf Mannigfaltigkeiten in der Differentialtopologie. Er befasste sich anfangs auch mit endlicher projektiver Geometrie.
1968 wurde er Mitglied der Academia Sinica, deren Mathematikinstitut er ab 1992 beriet.
Chung-Tao Yang starb 2005 mit 82 Jahren an einer Krebserkrankung. Er hinterließ seine Ehefrau, zwei Söhne und zwei Töchter.